# Alan Hale (astronom)
Alan Hale, ameriški astronom, * 1958, Tačikava, Japonska.

## Življenje
Alan Hale je bil rojen na Japonskem. Njegova družina se je preselila v Alamogordo, Nova Mehika, ZDA. Po visoki šoli je od leta 1976 do 1980 študiral na Ameriški pomorski akademiji v Annapolisu, kjer je diplomiral leta 1980. Služboval je v Laboratoriju za reaktivni pogon (JPL). Med službovanjem je pogodbeno sodeloval pri programu Deep Space Network, vključen pa je bil tudi v več projektov, sodeloval je pri programu Voyager 2. Pozneje se je zaposlil na Državni univerzi Nove Mehike v mestu Las Cruces, kjer je tudi doktoriral iz astronomije v letu 1992. Ker ni bilo veliko posla za astronome, je ustanovil Jugozahodni inštitut za vesoljske raziskave (Southwest Institute for Space Research), ki je danes znan kot Earthrise Institute.
Najbolj je znan kot soodkritelj Kometa Hale-Bopp v letu 1995.